# Gynaikokratia
Gynaikokratia festival som arrangeras 8 januari i norra delarna av Grekland. Under 8 januari ska könsrollerna växlas. Männen stannar hemma och tar hand om hushållet medan kvinnorna går ut och gör de saker som männen vanligtvis gör.